# Reprezentacja Islandii w piłce ręcznej mężczyzn
Reprezentacja Islandii w piłce ręcznej mężczyzn – narodowy zespół piłkarzy ręcznych Islandii. Reprezentuje swój kraj w rozgrywkach międzynarodowych.

## Turnieje

### Udział wmistrzostwach świata

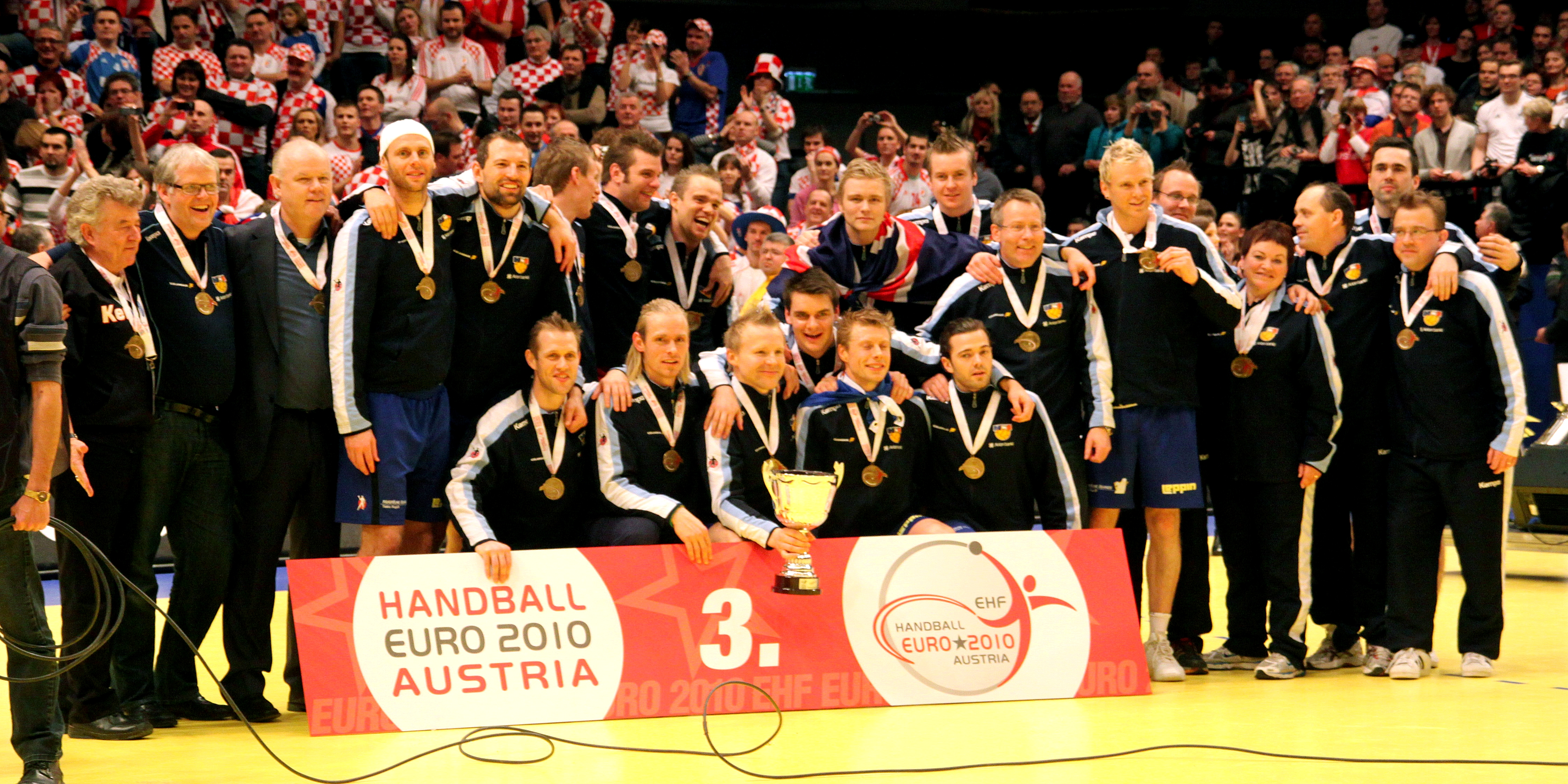

| Rok  | Wynik | Źródło |
| ---- | ----- | ------ |
| 1938 | –     |        |
| 1954 | –     |        |
| 1958 | 9.    |        |
| 1961 | 6.    |        |
| 1964 | 9.    |        |
| 1967 | –     |        |
| 1970 | 11.   |        |
| 1974 | 14.   |        |
| 1978 | 13.   |        |
| 1982 | –     |        |
| 1986 | 6.    |        |
| 1990 | 10.   |        |
| 1993 | 8.    |        |
| 1995 | 14.   |        |
| 1997 | 5.    |        |
| 1999 | –     |        |
| 2001 | 11.   |        |
| 2003 | 7.    |        |
| 2005 | 15.   |        |
| 2007 | 8.    |        |
| 2009 | –     |        |
| 2011 | 6.    |        |
| 2013 | 12.   |        |
| 2015 | 11.   |        |
| 2017 | 14.   |        |
| 2019 | 11.   |        |
| 2021 | 20.   |        |
| 2023 | 12.   |        |

### Udział wigrzyskach olimpijskich
| Rok  | Wynik  | Źródło |
| ---- | ------ | ------ |
| 1936 | –      |        |
| 1972 | 12.    |        |
| 1976 | –      |        |
| 1980 | –      |        |
| 1984 | 6.     |        |
| 1988 | 8.     |        |
| 1992 | 4.     |        |
| 1996 | –      |        |
| 2000 | –      |        |
| 2004 | 9.     |        |
| 2008 | srebro |        |
| 2012 | 5.     |        |
| 2016 | –      |        |
| 2020 | –      |        |
| 2024 | –      |        |

### Udział wmistrzostwach Europy
| Rok  | Wynik | Źródło |
| ---- | ----- | ------ |
| 1994 | –     |        |
| 1996 | –     |        |
| 1998 | –     |        |
| 2000 | 11.   |        |
| 2002 | 4.    |        |
| 2004 | 13.   |        |
| 2006 | 7.    |        |
| 2008 | 11.   |        |
| 2010 | brąz  |        |
| 2012 | 10.   |        |
| 2014 | 5.    |        |
| 2016 | 13.   |        |
| 2018 | 13.   |        |
| 2020 | 11.   |        |
| 2022 | 6.    |        |
| 2024 | 10.   |        |

## Skad naMistrzostwa Europy  2024
Trener:Snorri Gudjonsson

## Skład naMistrzostwa Świata 2011
Trener:  Guðmundur Guðmundsson
| Nr | Imię i nazwisko            | Data urodzenia (wiek) | Wzrost (cm) | Klub                     | Pozycja |
| -- | -------------------------- | --------------------- | ----------- | ------------------------ | ------- |
| 1  | Björgvin Páll Gústavsson   | 24.05.1985 (25)       | 193         | Kadetten Schaffhausen    | B       |
| 2  | Vignir Svavarsson          | 20.06.1980 (30)       | 194         | TSV Hannover-Burgdorf    | O       |
| 4  | Aron Pálmarsson            | 19.07.1990 (20)       | 193         | THW Kiel                 | R       |
| 5  | Ingimundur Ingimundarson   | 29.01.1980 (30)       | 193         | Aalborg Håndbold         | R       |
| 6  | Ásgeir Örn Hallgrímsson    | 17.02.1984 (26)       | 191         | TSV Hannover-Burgdorf    | S       |
| 7  | Arnór Atlason              | 23.07.1984 (26)       | 191         | AG Kopenhaga             | R       |
| 8  | Þórir Ólafsson             | 28.11.1979 (31)       | 189         | TuS Nettelstedt-Lübbecke | S       |
| 9  | Guðjón Valur Sigurðsson    | 08.08.1979 (31)       | 187         | Rhein-Neckar Löwen       | S       |
| 10 | Snorri Steinn Guðjónsson   | 17.10.1981 (29)       | 187         | AG Kopenhaga             | R       |
| 11 | Ólafur Stefánsson (K)      | 03.07.1973 (38)       | 196         | Rhein-Neckar Löwen       | R       |
| 15 | Alexander Petersson        | 02.07.1980 (30)       | 186         | Füchse Berlin            | S       |
| 16 | Hreiðar Guðmundsson        | 29.11.1980 (30)       | 193         | TV Emsdetten             | B       |
| 17 | Sverre Andreas Jakobsson   | 08.02.1977 (33)       | 196         | TV Großwallstadt         | R       |
| 18 | Róbert Gunnarsson          | 20.02.1980 (30)       | 190         | Rhein-Neckar Löwen       | O       |
| 19 | Sigurbergur Sveinsson      | 12.08.1987 (23)       | 192         | DHC Rheinland            | R       |
| 21 | Kári Kristján Kristjánsson | 23.04.1981 (29)       | 198         | HSG Wetzlar              | R       |